# Jan Košťál
Jan Košťál (* 13. dubna 1980 v Karlových Varech) je český hokejový útočník.

## Hráčská kariéra
S hokejem začínal v Karlových Varech, kde také debutoval v české nejvyšší lize v sezoně 1998/99. V Karlových Varech hrál 15 sezon v Extralize. Také hrál v 1. lize za týmy Sportovní klub Kadaň a KLH Chomutov a v 2. lize za tým HC Baník Sokolov. V současné době působí jako hrající trenér v anglickém klubu Swindon Wildcats.

## Prvenství
- Debut v ČHL - 5. ledna 1999 (HC Slovnaft Vsetín proti HC Becherovka Karlovy Vary)
- První gól v ČHL - 10. října 1999 (HC Femax Havířov proti HC Becherovka Karlovy Vary, brankáři Pavlu Cagašovi)
- První asistence v ČHL - 7. ledna 2000 (HC IPB Pojišťovna Pardubice proti HC Becherovka Karlovy Vary)

## Klubová statistika
| Sezóna       | Klub                          | Soutěž       |     | Základní část | Základní část | Základní část | Základní část | Základní část |   | Play off | Play off | Play off | Play off | Play off |
| Sezóna       | Klub                          | Soutěž       | Z   | G             | A             | B             | TM            | Z             | G | A        | B        | TM       |          |          |
| 1998/1999    | HC Becherovka Karlovy Vary    | ČHL          | 2   | 0             | 0             | 0             | 0             | —             | — | —        | —        | —        |          |          |
| 1999/2000    | HC Becherovka Karlovy Vary 20 | E-jun        | 29  | 9             | 7             | 16            | 24            | 2             | 0 | 0        | 0        | 0        |          |          |
| 1999/2000    | HC Becherovka Karlovy Vary    | ČHL          | 29  | 1             | 1             | 2             | 6             | —             | — | —        | —        | —        |          |          |
| 1999/2000    | SK Kadaň                      | 1.ČHL        | 3   | 0             | 1             | 1             | 0             | —             | — | —        | —        | —        |          |          |
| 2000/2001    | HC Becherovka Karlovy Vary    | E-jun        | 15  | 4             | 6             | 10            | 2             | —             | — | —        | —        | —        |          |          |
| 2000/2001    | HC Becherovka Karlovy Vary    | ČHL          | 37  | 0             | 1             | 1             | 10            | —             | — | —        | —        | —        |          |          |
| 2000/2001    | SK Kadaň                      | 1.ČHL        | 8   | 0             | 0             | 0             | 2             | —             | — | —        | —        | —        |          |          |
| 2001/2002    | HC Becherovka Karlovy Vary    | ČHL          | 43  | 3             | 6             | 9             | 58            | —             | — | —        | —        | —        |          |          |
| 2001/2002    | KLH Chomutov                  | 1.ČHL        | 6   | 0             | 2             | 2             | 2             | 6             | 0 | 0        | 0        | 6        |          |          |
| 2001/2002    | HC Baník Sokolov              | 2.ČHL        | 6   | 4             | 0             | 4             | 31            | —             | — | —        | —        | —        |          |          |
| 2002/2003    | HC Energie Karlovy Vary       | ČHL          | 51  | 8             | 6             | 14            | 22            | —             | — | —        | —        | —        |          |          |
| 2003/2004    | HC Energie Karlovy Vary       | ČHL          | 48  | 4             | 2             | 6             | 8             | —             | — | —        | —        | —        |          |          |
| 2004/2005    | HC Energie Karlovy Vary       | ČHL          | 52  | 9             | 4             | 13            | 45            | —             | — | —        | —        | —        |          |          |
| 2005/2006    | HC Energie Karlovy Vary       | ČHL          | 52  | 6             | 5             | 11            | 54            | —             | — | —        | —        | —        |          |          |
| 2006/2007    | HC Energie Karlovy Vary       | ČHL          | 55  | 16            | 2             | 18            | 52            | —             | — | —        | —        | —        |          |          |
| 2007/2008    | HC Energie Karlovy Vary       | ČHL          | 52  | 10            | 10            | 20            | 59            | 19            | 6 | 0        | 6        | 14       |          |          |
| 2008/2009    | HC Energie Karlovy Vary       | ČHL          | 52  | 12            | 12            | 24            | 30            | 16            | 2 | 2        | 4        | 22       |          |          |
| 2009/2010    | HC Energie Karlovy Vary       | ČHL          | 50  | 16            | 5             | 21            | 34            | —             | — | —        | —        | —        |          |          |
| 2010/2011    | HC Energie Karlovy Vary       | ČHL          | 32  | 8             | 5             | 13            | 10            | 5             | 0 | 2        | 2        | 4        |          |          |
| 2011/2012    | HC Energie Karlovy Vary       | ČHL          | 49  | 8             | 8             | 16            | 26            | —             | — | —        | —        | —        |          |          |
| 2012/2013    | HC Energie Karlovy Vary       | ČHL          | 52  | 3             | 7             | 10            | 16            | —             | — | —        | —        | —        |          |          |
| 2013/2014    | Swindon Wildcats              | EPIHL        | 34  | 27            | 27            | 54            | 10            | 2             | 1 | 2        | 3        | 2        |          |          |
| 2014/2015    | Swindon Wildcats              | EPIHL        | 48  | 21            | 23            | 44            | 12            | 2             | 1 | 1        | 2        | 2        |          |          |
| 2015/2016    | Swindon Wildcats              | EPIHL        | 54  | 16            | 23            | 39            | 61            | 2             | 0 | 0        | 0        | 2        |          |          |
| 2016/2017    | Swindon Wildcats              | EPIHL        | 53  | 16            | 11            | 27            | 34            | 6             | 0 | 0        | 0        | 4        |          |          |
| 2017/2018    | Swindon Wildcats              | 1.NIHL       | 26  | 8             | 23            | 31            | 6             | 4             | 0 | 0        | 0        | 2        |          |          |
| 2018/2019    | Swindon Wildcats              | 1.NIHL       | 26  | 7             | 4             | 11            | 14            | 1             | 2 | 2        | 4        | 0        |          |          |
| 2019/2020    | Swindon Wildcats              | NIHL         | 18  | 2             | 4             | 6             | 12            | —             | — | —        | —        | —        |          |          |
| Celkem v ČHL | Celkem v ČHL                  | Celkem v ČHL | 555 | 93            | 59            | 152           | 388           | 40            | 8 | 4        | 12       | 40       |          |          |

## Turnaje v Česku
| Rok    | Tým                        | Liga         | Z  | G | A | B  | TM |
| ------ | -------------------------- | ------------ | -- | - | - | -- | -- |
| 2000   | HC Becherovka Karlovy Vary | Zepter Cup   | 4  | 0 | 0 | 0  | 2  |
| 2001   | HC Becherovka Karlovy Vary | Tipsport Cup | 6  | 1 | 0 | 1  | 4  |
| 2002   | HC Energie Karlovy Vary    | Tipsport Cup | 7  | 0 | 3 | 3  | 27 |
| 2007   | HC Energie Karlovy Vary    | Tipsport Cup | 8  | 2 | 0 | 0  | 4  |
| 2008   | HC Energie Karlovy Vary    | Tipsport Cup | 5  | 2 | 1 | 3  | 2  |
| 2009   | HC Energie Karlovy Vary    | Tipsport Cup | 4  | 1 | 2 | 3  | 2  |
| 2010   | HC Energie Karlovy Vary    | Tipsport Cup | 4  | 1 | 2 | 3  | 2  |
| Celkem | Celkem                     | Celkem       | 38 | 7 | 8 | 15 | 43 |